# 懷爾德伍德克雷斯特 (新澤西州)
懷爾德伍德克雷斯特（英語：Wildwood Crest）是位於美國新澤西州開普梅縣的自治市鎮。

## 人口
根據2020年美國人口普查的數據，懷爾德伍德克雷斯特的面積為3.84平方千米，當中陸地面積為3.36平方千米，而水域面積為0.48平方千米。當地共有人口3101人，而人口密度為每平方千米808人。